# 廣田恵子 (ファッションモデル)
廣田 恵子(ひろた けいこ)は、日本のモデル。
ENCANTO所属。

## 来歴
1985年に出演したセブン-イレブンのCMで夜中に稲荷寿司を食べたくなる女性のケイ子さん役で話題になった。

## CM
- セブン-イレブン[2]
- 再春館製薬所「いっしょにドモホルンリンクル」篇
- TOYOTA「新車ハイブリッドカー“SAI”」篇・「問いかけ」篇
- 東芝「ecoスタイル“ママゴコロ家電”」篇・「横断」篇
- 大和証券グループ本社 「カフェ」篇
- TOYOTA 「ラウム“みんなの笑顔”」篇・「展開」篇
- 丸井 「メガネ」篇・「学生証あり」篇

## 広告
- KOSE「スティーブンノル」
- ドクターシーラボ「アクアコラーゲンゲル エンリッチリフトEX」
- ロート製薬「肌ラブby肌研」
- ケンタッキーフライドチキン
- メルセデスベンツ「Aクラス」
- ディアゴスティーニ「クラシックド―ル」
- 小田急百貨店「母の日」
- ジョンソン＆ジョンソン「アキュビュー」
- JR西日本 フルムーン
- 三陽商会 VINVERT 2003年春
- 住友不動産「シティハウス成城」
- そごう広島店「グランドオープン」
- ネスレジャパン「ミルクでカフェオレ」
- 片岡物産「バンホーテンココア」
- ソシエ・ワールド
- JR兵庫「あいたいディスティネーションキャンペーン」
- フォンテーヌ

## 雑誌
- 素敵なあの人（宝島社）
- HERS（光文社）
- éclat（集英社）
- ミセス（文化出版局）
- 婦人画報（ハースト婦人画報社）
- 家庭画報（世界文化社）
- クロワッサンプレミアム（マガジンハウス）
- 美しいキモノ（ハースト婦人画報社）
- 25ans ウエディング（ハースト婦人画報社）
- ミセスのスタイルブック（文化出版局）

### カタログ
- 髙島屋
- 三越
- ハルメク
- 花笑むとき
- ニッセン ここいろ気分
- 大丸 LIM
- カタログハウス 名品コレクション
- スムリラ
- はなばな
- 日生協
- スクロール生協
- 美カンヌ